# Vidas truncadas (película)
East Lynne (conocida como Vidas truncadas) es una película de drama estadounidense dirigida por Frank Lloyd y estrenada en 1931. El guion de Tom Barry y Bradley King adapta la novela homónima de Ellen Wood publicada en 1861, y la protagonizan Ann Harding, Clive Brook, Conrad Nagel y Cecilia Loftus.
Fue nominada a Mejor Película en los Óscar, pero perdió ante Cimarron, producida por RKO Radio Pictures.

## Sinopsis
Isabella (Ann Harding) es abandonada por su rico marido, tomando el mando de su familia decidida a rehacer su vida.

## Reparto
- Ann Harding como Lady Isabella.[1]
- Clive Brook como el capitán William Levison.[1]
- Conrad Nagel como Robert Carlyle.[1]
- Cecilia Loftus como Cornelia Carlyle.[1]
- Beryl Mercer como  Joyce.[1]
- O.P. Heggie como Lord Mount Severn.[1]
- Flora Sheffield como Barbara Hare.
- David Torrence como Sir Richard Hare.
- J. Gunnis Davis como Dodson, (no acreditado).
- Eric Mayne como el doctor.
- Ronnie Cosby como William de niño.
- Wallie Albright como William de joven.

## Reconocimiento
- Premios Oscar a Mejor Película en 1931 (nominada).[2]